# Ѷ
Ѷ, Ѷѷ (Iżyca okowy) – litera wczesnej cyrylicy pełniąca rolę współczesnych liter Ы i И. Nie wchodzi w skład niektórych dwuznaków. Pochodzi od greckiej litery Ϋ.

## Kodowanie
| Znak                   | Ѷ                                                        | Ѷ                                                        | ѷ                                                      | ѷ                                                      |
| ---------------------- | -------------------------------------------------------- | -------------------------------------------------------- | ------------------------------------------------------ | ------------------------------------------------------ |
| Nazwa w Unikodzie      | cyrillic capital letter izhitsa with double grave accent | cyrillic capital letter izhitsa with double grave accent | cyrillic small letter izhitsa with double grave accent | cyrillic small letter izhitsa with double grave accent |
| Kodowanie              | dziesiątkowo                                             | szesnastkowo                                             | dziesiątkowo                                           | szesnastkowo                                           |
| Unicode                | 1142                                                     | U+0476                                                   | 1143                                                   | U+0477                                                 |
| UTF-8                  | 209 182                                                  | d1 b6                                                    | 209 183                                                | d1 b7                                                  |
| Odwołania znakowe SGML | &#1142;                                                  | &#x0476;                                                 | &#1143;                                                | &#x0477;                                               |